# Dompierre-Becquincourt
Dompierre-Becquincourt település Franciaországban, Somme megyében. Lakosainak száma 714 fő (2022. január 1.). Dompierre-Becquincourt Frise, Fay, Assevillers, Cappy, Fontaine-lès-Cappy és Herbécourt községekkel határos.

## Népesség
A település népességének változása:
| Lakosok száma | 692  | 701  | 717  | 706  | 708  | 715  | 718  | 719  | 714  |
|               | 2013 | 2015 | 2016 | 2017 | 2018 | 2019 | 2020 | 2021 | 2022 |